# Maroskeresztúr
Maroskeresztúr (románul Cristești, korábban Cristuru Mureș, németül Heiligkreuz) falu Romániában Maros megyében, Maroskeresztúr község központja.

## Fekvése
A falu a Maros bal partján fekszik Marosvásárhelytől 6 km-re délnyugatra. A község a Marosvásárhely Metropoliszövezethez tartozik.

## Története
A Maros déli partján épült falu helyén egykor egykor vaskori szkíta település volt, később római őrhely lett és Dácia egyik fontos fazekasipari központja, mint ezt az itt feltárt égetőkemencék is bizonyítják. Határa római emlékekben rendkívül gazdag, Földvár nevű határrészéből feliratos római kövek kerültek elő.
1332-ben Santa Cruce néven említik először.  A falu eredetileg székely telepítésű volt. A határában levő Búcsúpadnál (Grádics) búcsúztak el a hadba vonuló székelyek feleségeiktől. A hegyoldalban  egykor katolikus kápolna is volt, amely azonban a 19. században már romokban hevert, valószínűleg 1502 előtt pusztult el, egykor búcsújáróhely volt.
Árpád-kori templomerődje Nyárádtő felé egy kis magaslaton állt.
A 15. században pusztult el, de 1554-ben a reformátusoké lett, akik újjáépítették.
1601-ben falut Basta seregei dúlták fel, a templomerődbe menekült lakóit legyilkolták, a templomot pedig felégették.
1657-ben II. Rákóczi György sikertelen lengyelországi hadjáratát megbosszulva lengyel és tatár hadak pusztították el annyira, hogy 1670-ig csak Pusztakeresztúrnak hívták.
A 17. század végén reformátusokkal telepítették be, akik 1863-ban építették fel templomukat.
A falu később is sokat szenvedett a Maros áradásaitól.
1910-ben 896 lakosából 514 magyar, 362 román anyanyelvű volt. A trianoni békeszerződésig Maros-Torda vármegye Marosi alsó járásához tartozott. 1992-ben 4690 lakosából 2238 román, 2086 magyar és 361 cigány volt.

## Látnivalók
- Református temploma 1863 és 1889 között épült a korábbi fatemplom, az pedig a 15. században elpusztult Árpád-kori templom helyére.
- Ortodox temploma 1907-ben épült a református templom mellé.
- Római katolikus templomát 1993-ban szentelték fel a Szent Kereszt tiszteletére, a templomot Erdély egyik legértékesebb, Abafájáról idehozott 200 éves feszülete díszíti.
- Az egykori Knöpfler-kastélyt Knöpfler Vilmos építtette a 19. század közepén. 1932-ben leégett. Egyetlen gazdasági épület áll még a kastély melléképületeiből, az Iskola utca 139 szám alatt. A hajdani kastély udvarán ma utcák vannak házakkal, és egy ortodox templom is itt kapott helyet.

## Híres emberek
- Itt élt Knöpfler Vilmos orvos, országgyűlési képviselő, a marosvásárhelyi kórház alapítója.